# Imre Csiszár
Imre Csiszár est un mathématicien hongrois qui a contribué en théorie de l'information et en théorie des probabilités.

## Biographie
Imre Csiszár est né le 7 février 1938 à Miskolc, en Hongrie. Il étudie les mathématiques à l'Université Loránd-Eötvös de Budapest et obtient son diplôme en 1961, son doctorat en 1967 et le diplôme scientifique de docteur en sciences mathématiques en 1977.
Il a travaillé à l'Institut mathématique de l'Académie hongroise des sciences depuis 1961. Il y dirigea le groupe de théorie de l'information depuis 1968 et le département de stochastique. Il est également professeur de mathématiques à l'Université Loránd-Eötvös de Budapest. Il a été professeur invité dans diverses universités, notamment à l'Université de Bielefeld (1981), à l'Université du Maryland (à plusieurs reprises, la dernière en 1992), à l'Université Stanford (1982), à l'université de Virginie (1985-1986) et a été chercheur invité à l'Université de Tokyo en 1988 et à Nippon Telegraph and Telephone, Japon, en 1994. 

## Prix et distinctions
En 1990, il est élu membre correspondant de l' Académie hongroise des sciences et en 1995, il en devient membre à part entière.
Il est membre de l' IEEE et de plusieurs autres sociétés savantes, dont la Société Bernoulli pour la statistique mathématique et les probabilités. 
En 1996, il est lauréat du prix Claude-Shannon.
En 2007, il obtient le prix Széchenyi.
En 2015, il obtient la médaille Richard-Hamming  de l'IEEE.
Il a reçu  le Book Excellence Award de l'Académie hongroise des sciences pour sa monographie de 1981 sur la théorie de l'information, le Paper Award de 1988 de l'IEEE Information Theory Society,  et le prix pour la recherche interdisciplinaire de l'Académie hongroise des sciences en 1989.

## Livres
- Imre Csiszár et János Körner, Information Theory : Coding Theorems for Discrete Memoryless Systems, Academic Press, coll. « Probability and Mathematical Statistics » (no XI), 1981, xi + 452. — Deuxième édition : Cambridge University Press 2011
- Imre Csiszár et Paul C. Shields, Information theory and statistics: a tutorial, Now Publishers, coll. « Foundations and trends in communications and information theory », 2005 (ISBN 978-1-933019-05-5)